# لوزنیتسا، والیوو
لوزنیتسا (به صربی: Loznica) یک روستا در صربستان است که در والیفو واقع شده‌است.
 لوزنیتسا  ۶۶۰ نفر جمعیت دارد.